# Lago de Serra da Mesa
Lago de Serra da Mesa (o lago artificial da Usina Hidrelétrica Serra da Mesa) está localizado no Norte do Estado de Goiás, sendo o maior lago do Brasil em volume de água, com 54,4 bilhões de metros cúbicos e o quinto maior lago do Brasil, em área alagada, com 1784 km², na elevação 460 m (em relação ao nível do mar). Vem atraindo expressivo investimento na área de turismo.
Foi formado no curso do Rio Maranhão (afluente do Rio Tocantins) devido a construção da Usina Hidrelétrica Serra da Mesa e possui diversos afluentes, entre os quais se destacam o Rios das Almas, Rio Tocantinzinho, Rio Bagagem, Rio Traíras, Rio do Peixe, Rio da Mula, Rio Vai-Vem, Rio Palmeira, Rio Prata Grande, Rio Passa-3 e o Ribeirão Acaba Saco o que o torna uma das melhores regiões para passeios náuticos, esportes aquáticos e a pesca esportiva de peixes como a bicuda, apaiari, traíra, piranha, corvina, jacundá, peixes de couro e a grande estrela do lago, o Tucunaré (tucunaré amarelo e o tucunaré azul) campeão de preferência dos pescadores de iscas artificiais.
Suas águas são alcalinas, dificultando assim a proliferação de mosquitos, pernilongos e mutucas, tornando a pesca e esportes aquáticos viáveis.

## Formação do Lago
A Eletrobrás Furnas iniciou os estudos para aproveitamento hidráulico da Bacia do Alto Tocantins em 1981 e propôs a construção de duas grandes Usinas Hidrelétricas, uma delas a de Serra da Mesa, que se encontrava em uma região que apresentava boas condições geomecânicas. Após anos de estudos, a construção da barragem foi iniciada em 1986, e em 24 de outubro de 1996 foi finalizada, iniciando a formação de seu reservatório, que ficou cheio em 1998.

### Características do Lago
- Nível normal: 460 m;
- Nível máximo (cheio) ou (Nível máximo maximorum): 461,5 m;
- Nível de desapropriação: 460,5 m;
- Nível mínimo: 417,3 m;
- Área inundada: (na cota 460 m) 1.784 km²;
- Volume total: 54,4 bilhões m³;
- Volume útil: 43,25 bilhões m³;
- Profundidade média: 30 m;
- Profundidade máxima: 175 m;
- Comprimento máximo: 160 km;
- Largura máxima: 13 km.

O Lago de Serra da Mesa se estende pelos seguintes municípios:
1. Minaçu - com 47,7 km² de área alagada (parte mais profunda do Lago e local da Usina Hidrelétrica Serra da Mesa);
2. Campinaçu - com 332,3 km² de área alagada;
3. Colinas do Sul - com 68,5 km² de área alagada;
4. Niquelândia - com 1.018,7 km² de área alagada (município com maior área alagada);
5. Campinorte - com 3,5 km² de área alagada;
6. Uruaçu - com 277,5 km² de área alagada;
7. São Luís do Norte - com 0,5 km² de área alagada;
8. Barro Alto - com 35,8 km² de área alagada.

## Impacto ambiental
A construção da Usina Hidrelétrica Serra da Mesa foi duramente criticada por ambientalistas. Organizações como a Rede Internacional de Rios criticaram o seu reservatório por destruir uma vasta fauna e flora, com espécies ameaçadas de extinção, além de inundar sítios arqueológicos e por destruir US$ 15 milhões em madeira que não foi removida antes da inundação.